# Louvigny (Sarthe)
Louvigny és un municipi francès situat al departament del Sarthe i a la regió de País del Loira. L'any 2007 tenia 172 habitants.

## Demografia

### Població
El 2007 la població de fet de Louvigny era de 172 persones. Hi havia 68 famílies de les quals 28 eren unipersonals (16 homes vivint sols i 12 dones vivint soles), 16 parelles sense fills, 20 parelles amb fills i 4 famílies monoparentals amb fills.
La població ha evolucionat segons el següent gràfic:
Habitants censats

### Habitatges
El 2007 hi havia 103 habitatges, 74 eren l'habitatge principal de la família, 19 eren segones residències i 10 estaven desocupats. Tots els 103 habitatges eren cases. Dels 74 habitatges principals, 60 estaven ocupats pels seus propietaris, 10 estaven llogats i ocupats pels llogaters i 4 estaven cedits a títol gratuït; 6 tenien dues cambres, 13 en tenien tres, 27 en tenien quatre i 28 en tenien cinc o més. 63 habitatges disposaven pel capbaix d'una plaça de pàrquing. A 37 habitatges hi havia un automòbil i a 27 n'hi havia dos o més.

### Piràmide de població
La piràmide de població per edats i sexe el 2009 era:
| Homes | Edats   | Dones |
| ----- | ------- | ----- |
| 0     | 95 o +  | 0     |
| 0     | 90 a 94 | 0     |
| 0     | 85 a 89 | 8     |
| 0     | 80 a 84 | 0     |
| 0     | 75 a 79 | 12    |
| 4     | 70 a 74 | 0     |
| 8     | 65 a 69 | 4     |
| 4     | 60 a 64 | 4     |
| 0     | 55 a 59 | 8     |
| 16    | 50 a 54 | 0     |
| 4     | 45 a 49 | 8     |
| 8     | 40 a 44 | 4     |
| 0     | 35 a 39 | 4     |
| 0     | 30 a 34 | 8     |
| 12    | 25 a 29 | 8     |
| 0     | 20 a 24 | 0     |
| 0     | 15 a 19 | 4     |
| 4     | 10 a 14 | 8     |
| 0     | 5 a 9   | 4     |
| 4     | 0 a 4   | 8     |

## Economia
El 2007 la població en edat de treballar era de 97 persones, 76 eren actives i 21 eren inactives. De les 76 persones actives 72 estaven ocupades (37 homes i 35 dones) i 4 estaven aturades (2 homes i 2 dones). De les 21 persones inactives 10 estaven jubilades, 7 estaven estudiant i 4 estaven classificades com a «altres inactius».

### Ingressos
El 2009 a Louvigny hi havia 78 unitats fiscals que integraven 192 persones, la mediana anual d'ingressos fiscals per persona era de 14.938 €.

### Activitats econòmiques
Dels 6 establiments que hi havia el 2007, 1 era d'una empresa extractiva, 1 d'una empresa de fabricació d'altres productes industrials, 2 d'empreses de construcció, 1 d'una empresa de comerç i reparació d'automòbils i 1 d'una empresa immobiliària.
Dels 2 establiments de servei als particulars que hi havia el 2009, 1 era una fusteria i 1 lampisteria.
L'any 2000 a Louvigny hi havia 12 explotacions agrícoles que ocupaven un total de 1.164 hectàrees.

## Poblacions més properes
El següent diagrama mostra les poblacions més properes.